# Erfolgsforschung
Ziel der Erfolgsforschung ist die Identifikation erfolgreicher eigener oder fremder Problemlösungskonzeptionen. Den Ursprung findet die Erfolgsforschung in den Branchenstudien der 1960er Jahre.

## Forschungsschwerpunkte
Es lassen sich verschiedene Forschungsschwerpunkte unterscheiden:
- interne Erfolgsforschung auf der Basis unternehmensinterner Daten wie beispielsweise Erfolgsrechnungen,
- externe Erfolgsforschung auf der Basis unternehmensexterner Daten wie beispielsweise Geschäftsberichte. Hierbei sind wiederum branchenbezogene (z. B. PIMS-Konzept) von branchenübergreifenden Projekten (z. B. Benchmarkingstudien) zu unterscheiden.

Anhand sogenannter Erfolgsfaktoren sollen wesentliche Einflussgrößen auf den Unternehmenserfolg herausgefunden werden. Dazu gehören beispielsweise Investitionsintensität, Produktivität, Marktposition, Marktwachstum, Produktqualität, Innovation und Differenzierung, vertikale Integration, Kostendruck und Strategie.

## Kritik
Die Erfolgsforschung ist trotz großer empirischer Studien und zahlreicher Projekte umstritten. Dies liegt insbesondere an der Kausalitätsproblematik und der mechanistischen Betrachtungsweise:
1. Es lassen sich keine einzelnen Variablen identifizieren, die ursächlich für den Unternehmenserfolg sind; vielmehr spielen verschiedene Faktoren eine Rolle;
2. Die Ergebnisse der Erfolgsforschung legen Handlungsanweisungen nahe, z. B. „erhöhe den Marktanteil, damit über geringere Kosten der Rentabilität erhöht wird“  Unternehmen sind jedoch soziale Gebilde, deren weiche Faktoren wie Managementqualität, Unternehmenskultur, Wissen usw. nicht gemessen werden können
3. Wenn es ein "Erfolgsrezept" gäbe, dann müsste jedes Unternehmen erfolgreich sein.